# Władysław Galica (podpułkownik)

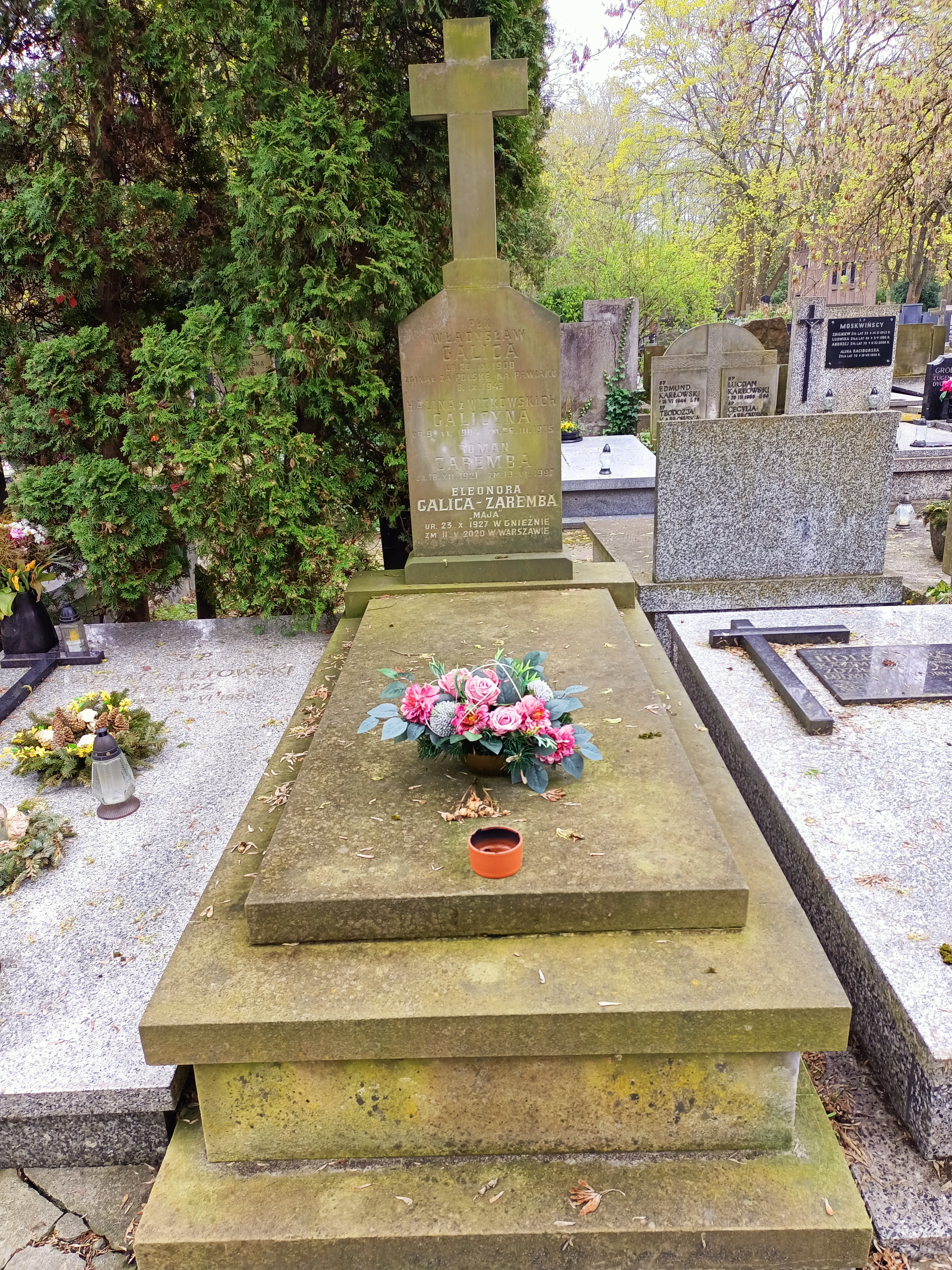
Grób Władysława Galicy na cmentarzu powązkowskim w Warszawie

Władysław Galica ps. „Wiesław Wojtkowski”, „Bródka”, „Dulęba”, „Kozica”, „Poręba” (ur. 20 września 1900 w Chicago, zm. 7 września 1943 Warszawie) – podpułkownik piechoty Wojska Polskiego, oficer Komendy Głównej Armii Krajowej, kawaler Orderu Virtuti Militari.

## Życiorys
Urodził się 20 września 1900 w Chicago, w rodzinie Stanisława, rolnika, i Marii z Pawlikowskich. W 1904 przyjechał z rodzicami do Polski. Ukończył III Gimnazjum im. króla Jana III Sobieskiego w Krakowie.
Od listopada 1917 żołnierz Polskiego Korpusu Posiłkowego. Po rozwiązaniu Korpusu w lutym 1918, był internowany na Węgrzech, skąd zbiegł do Krakowa w kwietniu 1918. Od 1918 służył w Wojsku Polskim. Początkowo w 4 pułku piechoty Legionów. Dwukrotnie ranny w trakcie wojny polsko-ukraińskiej. Od 1919 dowódca plutonu karabinów maszynowych w 6 pułku piechoty Legionów. W czerwcu 1920 ukończył Szkołę Podchorążych w Warszawie a następnie był instruktorem w batalionach zapasowych.
Od maja 1921 był oficerem ordynansowym i p.o. adiutanta XIV Brygady Piechoty. Następnie na różnych stanowiskach. 17 grudnia 1931 awansował do stopnia kapitana ze starszeństwem z dniem 1 stycznia 1932 i 28. lokata w korpusie oficerów piechoty. W 1932 pełnił służbę w 69 pułku piechoty w Gnieźnie. W 1935 został przeniesiony do 13 pułku piechoty w Pułtusku. Od 1938 był wykładowcą i instruktorem w Ośrodku Wyszkolenia Rezerw Piechoty w Różanie. Na stopień majora został mianowany ze starszeństwem z 19 marca 1939 i 57. lokatą w korpusie oficerów piechoty. W tym czasie w Różanie dowodził 2. kompanią batalionu manewrowego.
W trakcie wojny obronnej 1939 w stopniu majora dowodził III batalionem 116 pułku piechoty 41 Rezerwowej Dywizji Piechoty. Po ucieczce z niewoli niemieckiej w 1940 był członkiem ZWZ. Początkowo w Krakowie pełnił funkcję szafa sztabu okręgu. Zagrożony dekonspiracją został przeniesiony do Warszawy. Od lipca 1941 był głównym inspektorem Służby Ochrony Powstania w Komendzie Głównej ZWZ. 11 listopada 1942 mianowany podpułkownikiem. Aresztowany 2 czerwca 1943 w lokalu konspiracyjnym. Zamordowany 7 września 1943 na Pawiaku. Pochowany został na cmentarzu Powązkowskim (kwatera 148-6-25).

## Ordery i odznaczenia
- Krzyż Srebrny Orderu Virtuti Militari[5]
- Krzyż Walecznych dwukrotnie[3]
- Złoty Krzyż Zasługi z Mieczami (1943)
- Krzyż Armii Krajowej (pośmiertnie, 1968)
- Medal 10 Rocznicy Wojny Niepodległościowej (Łotwa)[9]